# 上水站 (香港)
上水站（英語：Sheung Shui Station）是一個位於香港新界北區上水石湖墟以南彩園邨以北，屬於港鐵東鐵綫的鐵路車站，也是北行分岔前及進入邊境禁區前的最後一個車站，車站於1930年5月16日啟用。
由於從其他車站出發在上水站出站後再乘搭港鐵過境，車費比直接乘搭港鐵過境節省車費，故有不少乘客會由其他車站乘搭港鐵東鐵綫到上水站出站後等候兩分鐘或使用另一張八達通再入站乘搭往羅湖站或落馬洲站列車，反之亦然。
- 車站外觀（2021年4月）

## 車站構造

### 樓層
| U1                | 大堂  | A1、A4、B1、B2、E出口、客務中心、商店、自助服務、洗手間、「會員服務站」 |   |  |
| G                 | 地面  | A2出口 |   |  |
| G                 | C出口 | 客務中心 |   |  |
| G                 | 月台  | \| C出口 \| \| \| \| \| \| 側式 · 開左邊车门 \| \| \| \| \| \| \| \| 東鐵綫往羅湖（終點站）或落馬洲（終點站 · 未來：古洞） \| 1 \| \| \| \| 2 \| 東鐵綫往金鐘（粉嶺） \| \| \| \| 側式 · 開左邊车门 \| \| \| \| \| \| D出口 \| \| \| \| \| |   |  |
| G                 | D出口 | D1、D2出口、客務中心 |   |  |
| G                 | 地面  | A3出口 |   |  |
| C出口             |       | |   |  |
| 側式 · 開左邊车门 |       | |   |  |
|                   |       | 東鐵綫往羅湖（終點站）或落馬洲（終點站 · 未來：古洞） | 1 |  |
|                   | 2     | 東鐵綫往金鐘（粉嶺） |   |  |
| 側式 · 開左邊车门 |       | |   |  |
| D出口             |       | |   |  |

### 大堂
上水站大堂設於月台之上。與粉嶺站南北兩端為付費區不同，大堂中央為付費區，並設有車站洗手間；而南北兩端皆為非付費區以及出入口，而大堂以及位於月台層的C、D出口均設有客務中心。
另外在大堂內以及C、D出口旁均設有不同類型的商店。此外，也有自助服務設施，包括自動櫃員機、自動售賣機以及香港郵政郵箱。大堂非付費區亦設有「會員服務站」，供乘客享用港鐵友禮會的會員優惠。
- 大堂，近A出口位置（2024年7月）
- 大堂，近B、E出口位置（2024年7月）

### 月台
上水站設有两個已装设低站台门的側式月台。月台中央設有扶手電梯連接大堂，而在月台兩旁均設有緊急出口。
- 1號月台（2024年11月）
- 2號月台（2024年11月）

### 出入口
上水站設有10個出入口，當中A–B、E出口連接區內行人天橋網絡通往鄰近商場、住宅等。
|                                                 |          | |      |
| 編號                                            | 指示     | 建議前往的目的地 | 圖片 |
| 大堂                                            |          | |      |
| 出口 · A · 1 · 盲道标志 · 同层                  | 上水廣場 | 上水轉車站C區、彩蒲苑、 彩園邨、彩園廣場、北區醫院、寶石湖邨、太平邨、旭埔苑 |      |
| 出口 · A · 2 · 升降机标志 · 扶手电梯标志        | 上水廣場 | 晉科中心、上水轉車站D區、高爾夫‧御苑、客家圍村、深港中心、大頭嶺村、香港高爾夫球會、松柏塱村 |      |
| 出口 · A · 3 · 扶手电梯标志                     | 上水廣場 | 上水轉車站B區、上水小巴站、劍橋廣場、石湖墟、上水單車匯合中心、上水圍 |      |
| 出口 · A · 4 · 盲道标志 · 同层                  | 上水廣場 | 上水轉車站A區、鳳溪廖萬石堂中學、鳳溪社會服務綜合大樓、綠在石湖墟、香港建造學院上水院校、上水廣場、李志達紀念學校、龍琛路體育館、新都廣場、北區運動場、北區大會堂、安國新邨、上水游泳池、海禧華庭、石湖墟綜合大樓、石湖墟長者健康中心、石湖墟賽馬會診療所、石湖墟賽馬會遊樂場、石湖墟公立學校、上水硬地溜冰場、上水匯、天平邨、翠麗花園、上水東莞學校、奕翠園、育賢學校                                            |      |
| 出口 · B · 1                                    | 上水中心 | 萬豪居、佛教正慧小學、翠彤苑、欣翠花園、祥龍圍邨、清河邨、彩園邨、彩園廣場、海裕苑、風采中學、華慧園、蔚翠花園、香海正覺蓮社佛教陳式宏學校、香港道教聯合會鄧顯紀念中學、安貧小姊妹會聖若瑟安老院、吳屋村、保榮路體育館、御皇庭、聖公會榮真小學、上水紀律部隊宿舍、上水官立中學、上水已婚警察宿舍、太平邨、田家炳中學、曾梅千禧學校、東華三院甲寅年總理中學、東華三院馬錦燦紀念小學、威尼斯花園、維也納花園、旭埔苑 |      |
| 出口 · B · 2                                    | 上水中心 | 芬園警察已婚宿舍、粉嶺圍、美景新邨、匡智粉嶺綜合復康中心、靈山村、龍豐花園、新都廣場、皇府山、北區醫院、北區公園、北區大會堂、安國新邨、安盛苑、石湖墟綜合大樓、石湖墟公立學校、上水中心、上水名都、上水硬地溜冰場、聖公會陳融中學、順欣花園、救世軍石湖學校、天平邨、上水東莞學校、東華三院港九電器商聯會小學、上水惠州公立學校、育賢學校                                                                         |      |
| 出口 · E · 同层                                 | 新運路   | 新運路 |      |
| 1號月台（往羅湖／落馬洲）                       |          | |      |
| 出口 · C · 同层                                 | 彩園路   | 晉科中心、上水轉車站D區、祥龍圍邨、彩蒲苑、彩園邨、彩園廣場、高爾夫‧御苑、客家圍村、香海正覺蓮社佛教陳式宏學校、深港中心、香港道教聯合會鄧顯紀念中學、上水廣場2、北區醫院、寶石湖邨、太平邨、大頭嶺村、香港高爾夫球會、松柏塱村、東華三院甲寅年總理中學、東華三院馬錦燦紀念小學、旭埔苑 |      |
| 2號月台（往金鐘）                               |          | |      |
| 出口 · D · 1 · 盲道标志 · 无障碍通道标志        | 新運路   | 上水轉車站B區、上水小巴站、劍橋廣場、鳳溪廖萬石堂中學、鳳溪社會服務綜合大樓、建造業議會上水院校、上水廣場、李志達紀念學校、龍豐花園、龍琛路體育館、新都廣場、北區運動場、北區大會堂、安國新邨、上水游泳池、海禧華庭、石湖墟長者健康中心、石湖墟賽馬會診療所、石湖墟賽馬會遊樂場、石湖墟公立學校、上水單車匯合中心、上水智能身份證換領中心、上水圍、上水匯、天平邨、翠麗花園、上水東莞學校、奕翠園、育賢學校        |      |
| 出口 · D · 2 · 盲道标志 · 无障碍通道标志        | 新運路   | 芬園警察已婚宿舍、美景新邨、匡智粉嶺綜合復康中心、皇府山、北區公園、安盛苑、上水中心、聖公會陳融中學、順欣花園、救世軍石湖學校、東華三院港九電器商聯會小學、上水惠州公立學校 |      |
| 出口 · D · 3 · 无障碍通道标志                   | 新運路   | 上水廣場、龍琛路、新都廣場、北區運動場、上水游泳池、新運路、上水匯 |      |
| 註： 設有 \| 設有 \| 設於同一層 \| 設有扶手電梯 |          | |      |

### 車站藝術
上水站設有一組車站藝術品，位於車站大堂。
|  | 《流》 | 李允馥（南韓） | 上水站大堂 | 2014年3月 |

## 歷史

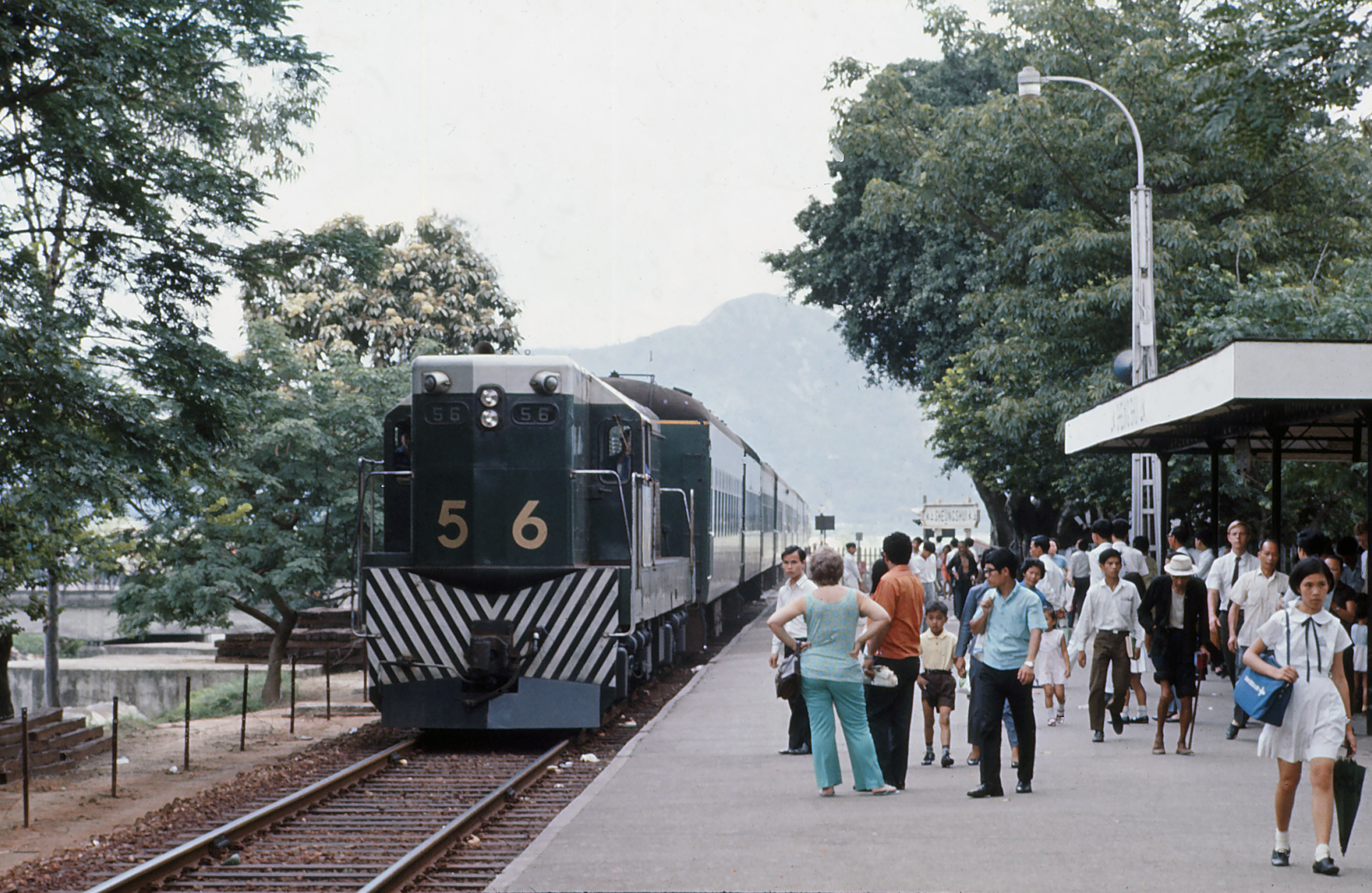
九鐵G16型柴油機車於舊上水站（1971年）

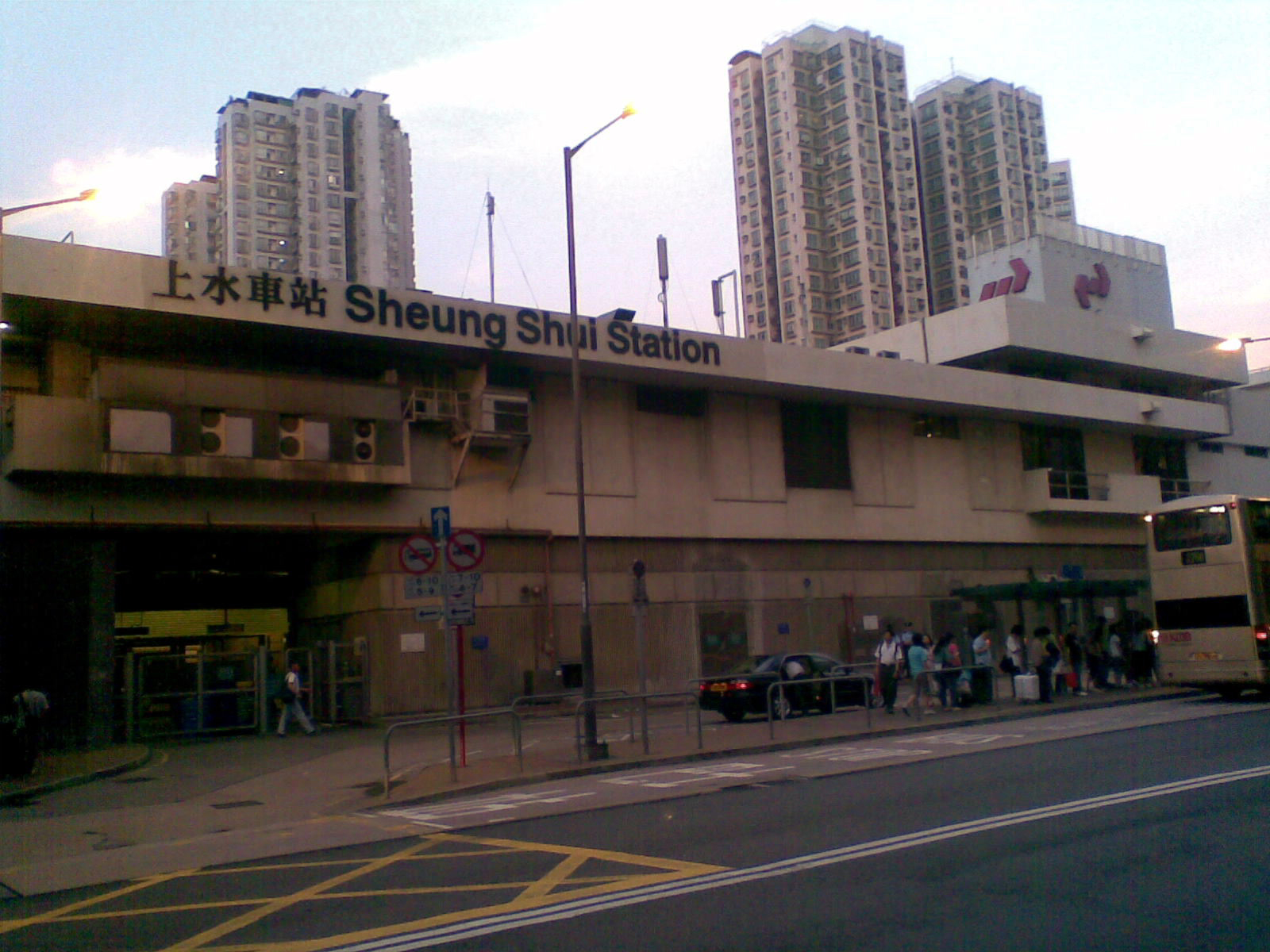
兩鐵合併前的車站外觀（2007年）

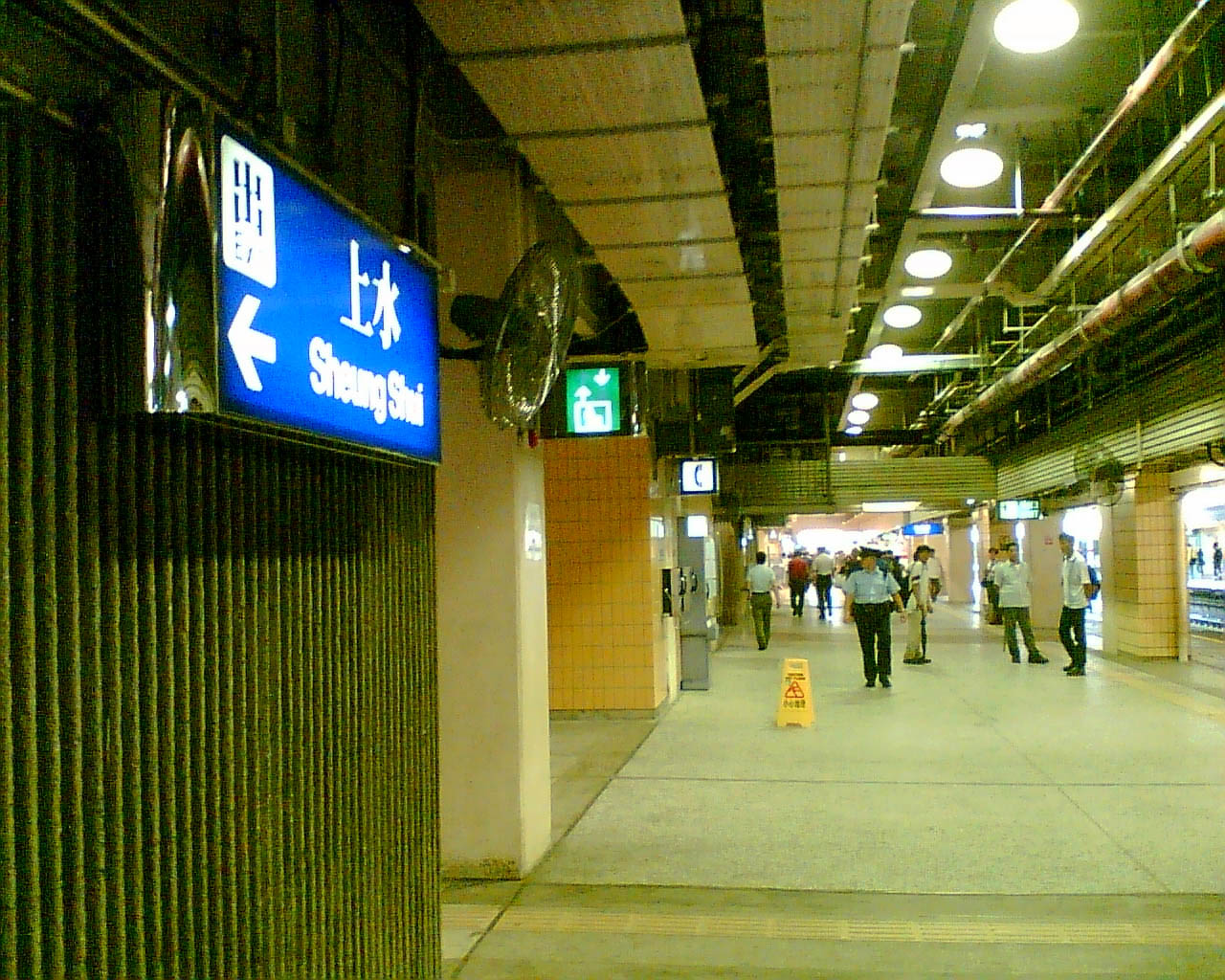
翻新前的車站月台（2006年6月）

### 車站啟用及電氣化
1913年，九廣鐵路在上水增設停車點，目的是方便乘客前往粉嶺高爾夫球場。正式站房於1930年5月16日啟用。
而九廣鐵路於1970年代開展雙軌化及電氣化工程，同時重建沿線車站，而上水站則於1979年10月完成月台重建及雙軌化工程；而車站電氣化工程則於1983年6月1日完成。

### 兩鐵合併前的翻新工程

#### 落馬洲支線
為配合落馬洲支線所帶來的新增乘客流量，九廣鐵路公司於2003年初動工擴建該站，包括擴闊月台、增設12部入閘機、新增南面大堂及設立2個新出入口，面積將增加約40%，大堂及E、F出口於2006年1月28日啟用。而在擴建工程完成後，九鐵又將原有上水站的舊大堂翻新，並增加商店空間。
後來在2008年，港鐵重新編排上水站出入口編號，現時上水站出入口經重新編排後共有5個。A出口位於大堂北端；B、E出口則位於大堂南端；而C、D出口則連接地面及上水站1、2號月台。
另外因應2007年落馬洲支線的通車，上水站1號月台的排隊指示並被分為兩邊：左邊塗上綠色為往落馬洲站的乘客排隊位置；而右邊塗上藍色則為往羅湖站的乘客排隊位置。月台上方亦懸吊了顯示屏以藍色或綠色顯示下一班列車的目的地（羅湖站／落馬洲站）。這個設計旨在讓乘客知悉下一班列車的目的地，避免乘錯列車。及後，此設計雖被港鐵重新設計，但因應月台加固工程之緣故而被換回正常港鐵規格。現時港鐵為協助上水站前往羅湖站／落馬洲站的乘客更便捷地使用鐵路服務，港鐵公司在上水站C出口新增設乘客資訊顯示螢幕，讓乘客得悉東鐵綫下班往羅湖站／落馬洲站方向列車的抵站時間。

### 九鐵快線（已停辦）
為配合香港迪士尼樂園開幕，九廣鐵路公司在2005年9月推出「九鐵快線－迪士尼樂園」服務，是來往羅湖站或落馬洲站與迪士尼樂園之過境旅客鐵路巴士聯運服務，乘客於東鐵羅湖站或落馬洲站登車，然後在上水站轉乘豪華巴士前往迪士尼樂園，全程約需1小時。有關路線已於2007年11月起停辦，其原因由於大欖隧道直達較轉乘快數倍。

### 港鐵時期的翻新工程

#### 車站翻新工程
港鐵公司於2008年引入嶄新的建築理念 - 「融入大自然」，作為東鐵綫大型車站改善工程的設計方向。而上水站大堂則於2011年進行翻新工程，包括：
- 翻新洗手間及客務中心
- 商店數目由11間增至13間。商店總面積由約625平方米擴大至約692平方米
- 重整指示牌和廣告牌佈局
- 美化大堂天花、牆身和地板

所有改善工程已於2015年完成。

#### 第一次月台翻新工程
兩鐵合併後，港鐵為東鐵綫各車站月台進行較低成本的翻新工程，以遮掩東鐵綫車站月台殘舊的觀感。工程包括重新為各東鐵綫車站配主題色，並加入車站代表植物，為月台橫樑及支柱翻上月台配色的油漆，貼上印有車站主題植物的圖案、車站附近建築物、車站名書法字的牆紙，加設／更新直立港鐵式站牌、路線圖、指示牌、告示等等。而上水站配色為 橙色，主題植物為向日葵，街景為居石侯公祠。

#### 第二次月台翻新工程
2022年3－5月期間，東鐵綫旺角東站－上水站沿途各站因應過海段通車而進行月台牆身翻新工程。而上水站已於2022年4月中旬更換牆紙及換上由區傑棠書寫的新一代站名書法字。

### 「雙層單車泊架」系統
2015年，運輸署曾提倡於新運路行人天橋底設置「雙層單車泊架」系統，方便居民利用單車代步。

## 事件

### 水貨客佔用問題
東鐵綫一直被水貨客作為運輸水貨的主要途徑，而本站並是水貨的主要集散地之一，於羅湖口岸出入境的旅客每日達約26萬人次。其中在港鐵管轄的C出口旁道路，每日有數以千計水貨客在車站內外交收水貨，而水貨客的行為也引起不少居民和團體不滿
在2008年1月更出現水貨客襲擊港鐵職員的事件，在車站長時間逗留，造成出入口內外的阻塞問題，部分水貨客更將大批拉貨用鐵車鎖在路旁鐵欄，佔用港鐵「私家路」。同時，深圳羅湖口岸外空地亦被水客變作「分貨大笪地」，羅湖商業城一樓則成水客「天文台」。
2008年2月，港鐵在上水站嚴格執行港鐵附例，禁止乘客在已付費區內外交收行李等物品，後來加建大幅落地透明圍板。為解決逃票問題，港鐵在車站加派職員在入閘機前監察；並於2009年3月1日起在上水站實施人流管制措施，於1號月台的第二至四卡位置設置圍欄以分隔上落車乘客，出閘的乘客須使用月台牆邊的通道出閘，預留剩餘位置予乘客候車，分隔人流。2012年開始，水貨買賣情況加劇。港鐵每日有約7名人員，在上水站內專門處理水貨客，例如行李檢查及人群管理等。有職員指出，水貨客向他們惡言相向，被罵已經習以為常，亦有守規矩和禮貌道謝的水貨客。職員見證每日運輸貨物總值動輒以百萬計的「裝卸區」，曾經目睹有人將一整部洗衣機當場拆件，然後分批運載過關。又遇過有男子以「家中自用」為名運送幾箱衛生巾的情况。
2015年2月，港鐵宣佈上水站附例特檢隊引入三部隨身攝錄器，每部價值6,000至7,000元。執法人員由同月9日起試用，遇衝突情況即時攝錄，相信增能起阻嚇作用，半年後檢討成效。港鐵亦會加派約10名車站助理當值、擺放指示牌和架設臨時圍欄，確保乘客攜帶的大型行李，符合不超於23公斤的重量限制，若發現乘客攜帶大型行李，或會要求對方落車將行李「過磅」。有走私手機的水貨客大表不滿，認為攝錄極端，遇有關情況必會加以理論。有上水居民認為有關措施只令職員受罵，建議嚴格執行行李管制。

### 唐狗誤闖東鐵疑遭輾斃
2014年8月20日早上約9時50分，一隻啡黃色的中型唐狗突然闖入上水站南行路軌，當時有乘客發現後即通知車站職員。有目擊者指出，車站職員曾暫停列車行駛，走入路軌嘗試驅趕唐狗，擾攘約6至7分鐘後，卻未能成功將唐狗帶離路軌，但車站職員卻重啟列車服務。最後該唐狗跑到粉嶺站路軌，遭一列當時駛入月台的城際直通車直接輾斃。
而多名目擊意外的乘客亦在網上發放事發圖片，質疑港鐵職員為何知悉唐狗仍在路軌卻仍重啟列車服務。有媒體就事件向港鐵查詢，港鐵發言人無正面交代唐狗的輾斃原因，以及為何唐狗未離開路軌便重啟列車服務。
其後有網民發起聯署，要求港鐵交代列車輾斃唐狗意外真相，直至翌日中午已有逾40,000人參加聯署。有網民將該唐狗命名為「未雪」，事後港鐵成立專責小組跟進有關事件。

### 反修例期間遭到破壞
2019年11月12日，上水站遭到反修例運動示威者攻擊，部分設施遭到破壞，並被投擲汽油彈，一列停泊的港鐵列車遭縱火，港鐵一度疏散和關閉車站。

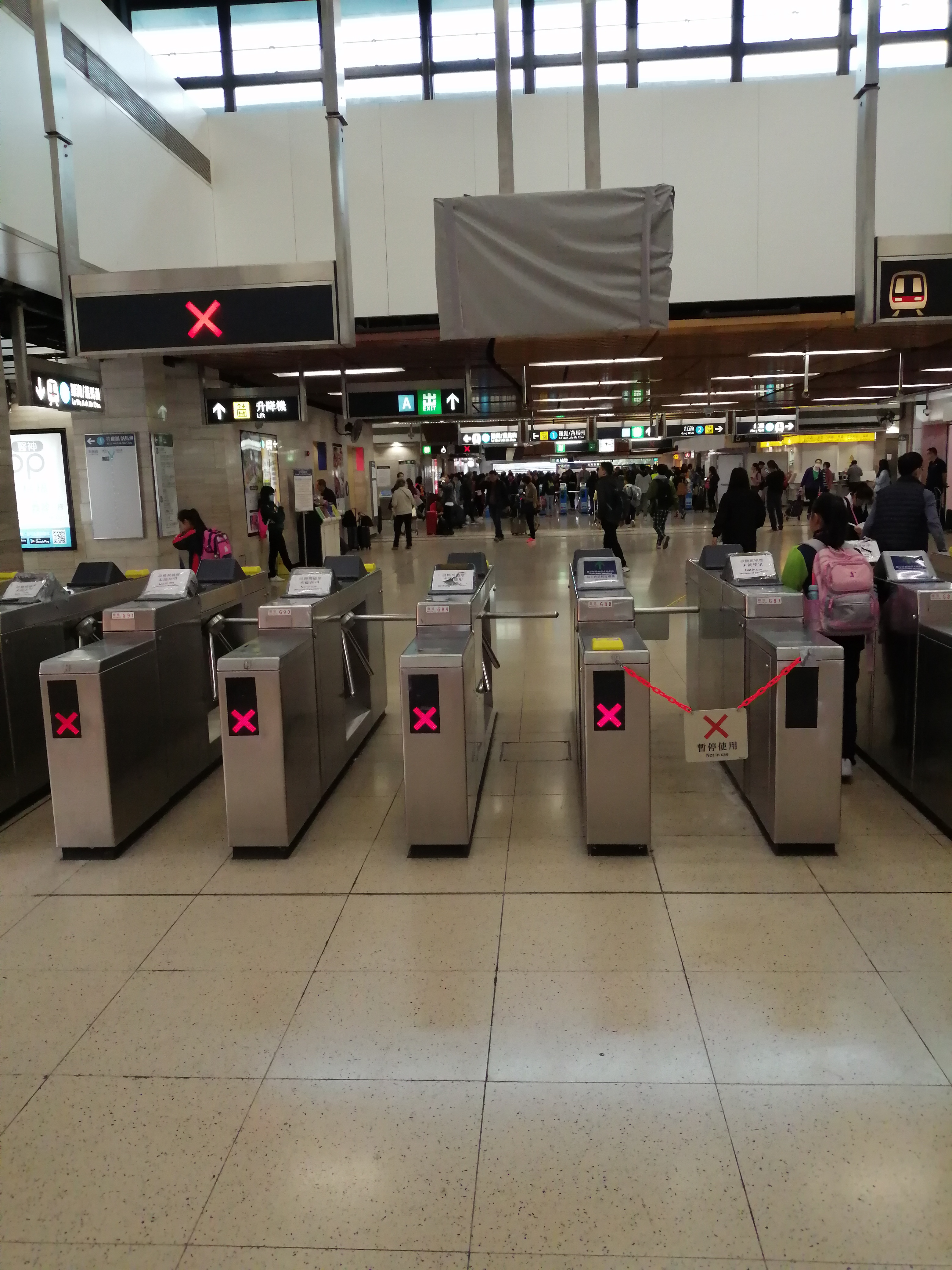
上水站遭到破壞的閘機和顯示屏
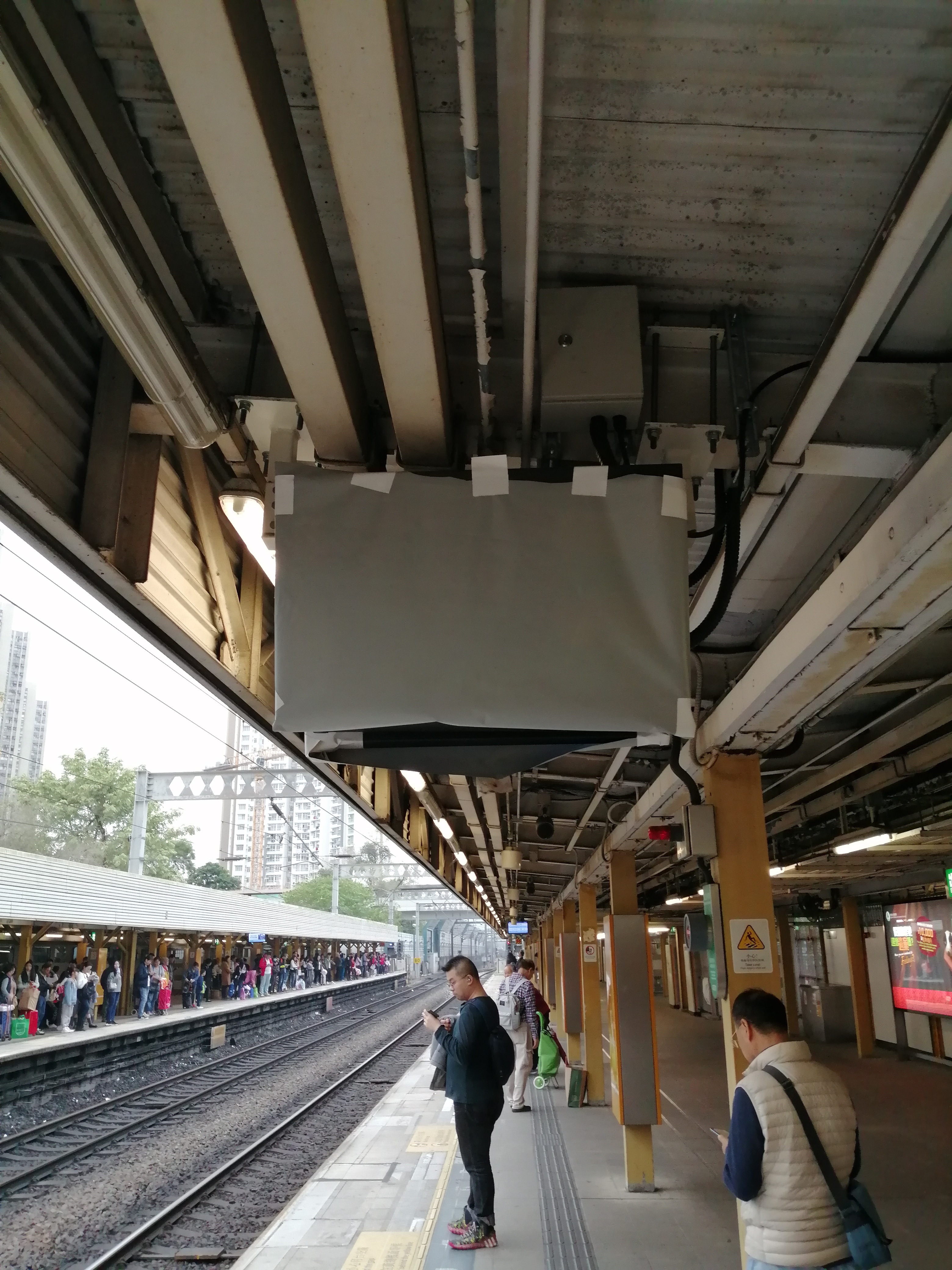
上水站遭到破壞的月台顯示屏
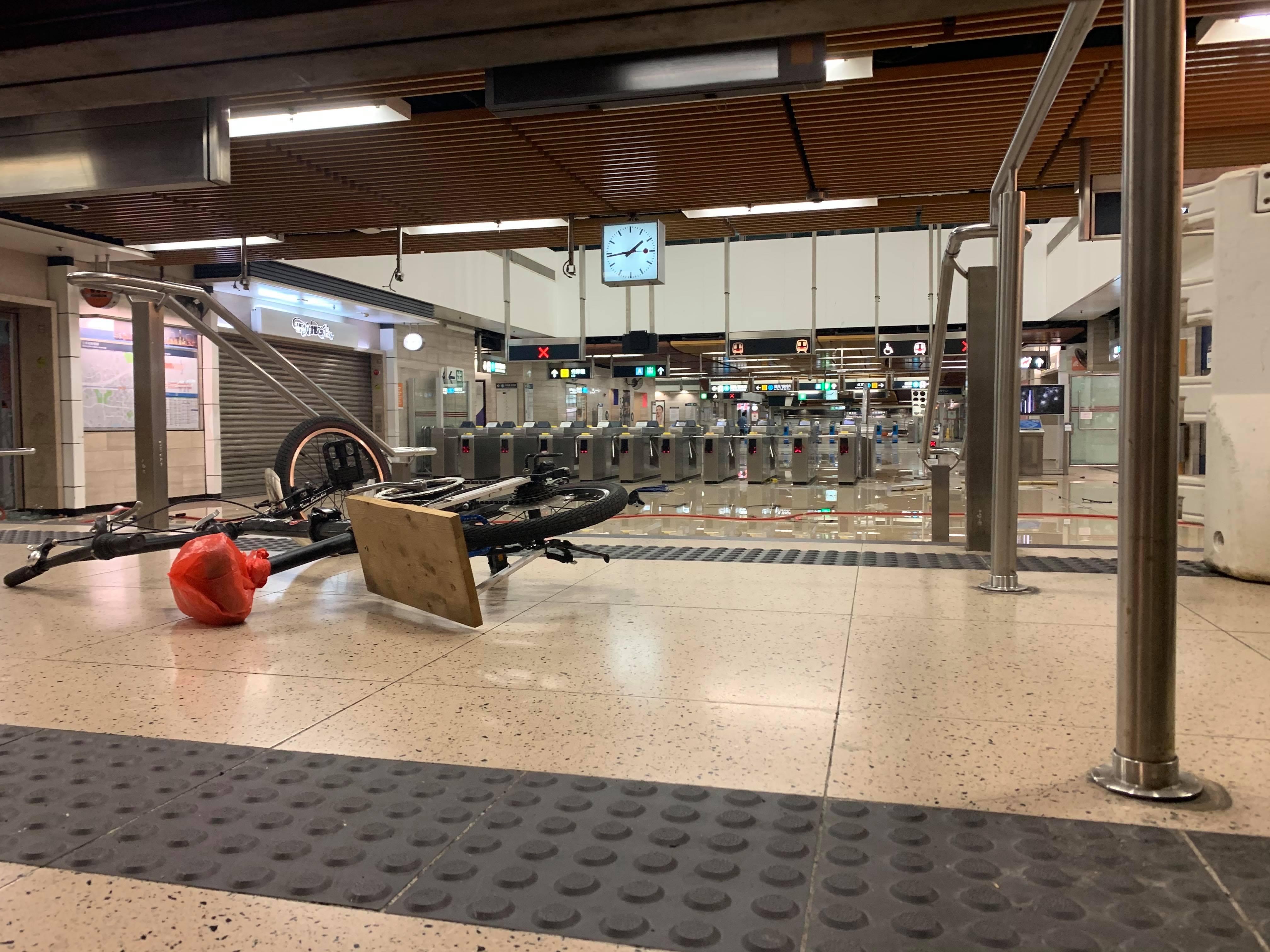
上水站大堂放滿雜物，自動灑水系統被破壞，多處灑水

### 新冠肺炎期間
2020年，因應香港特別行政區政府為防範新冠肺炎疫情之應變措施，羅湖站及落馬洲站於該年2月4日開始暫時停止運作，上水站因而成為東鐵綫北行大部分班次的臨時終點站（以往邊境管制站在非服務時間期間，此站是終點站），期間港鐵亦安排接駁列車方便羅湖居民往返羅湖站，另外港鐵於清明節／重陽節期間恢復日間部分班次以羅湖站為終點站，以便掃墓人士往返沙嶺墳場，直到2023年1月8日落馬洲站重新開放，同年2月6日羅湖站重新开放為止。

## 外部連結
- 港鐵公司－上水站街道圖 （页面存档备份，存于）
- 港鐵公司－上水站位置圖 （页面存档备份，存于）
- 港鐵公司－上水站列車服務時間（页面存档备份，存于）